# Bayırkozağacı, Alanya
Bayırkozağacı là một xã thuộc huyện Alanya, tỉnh Antalya, Thổ Nhĩ Kỳ. Dân số thời điểm năm 2011 là 157 người.